# Perichondrium

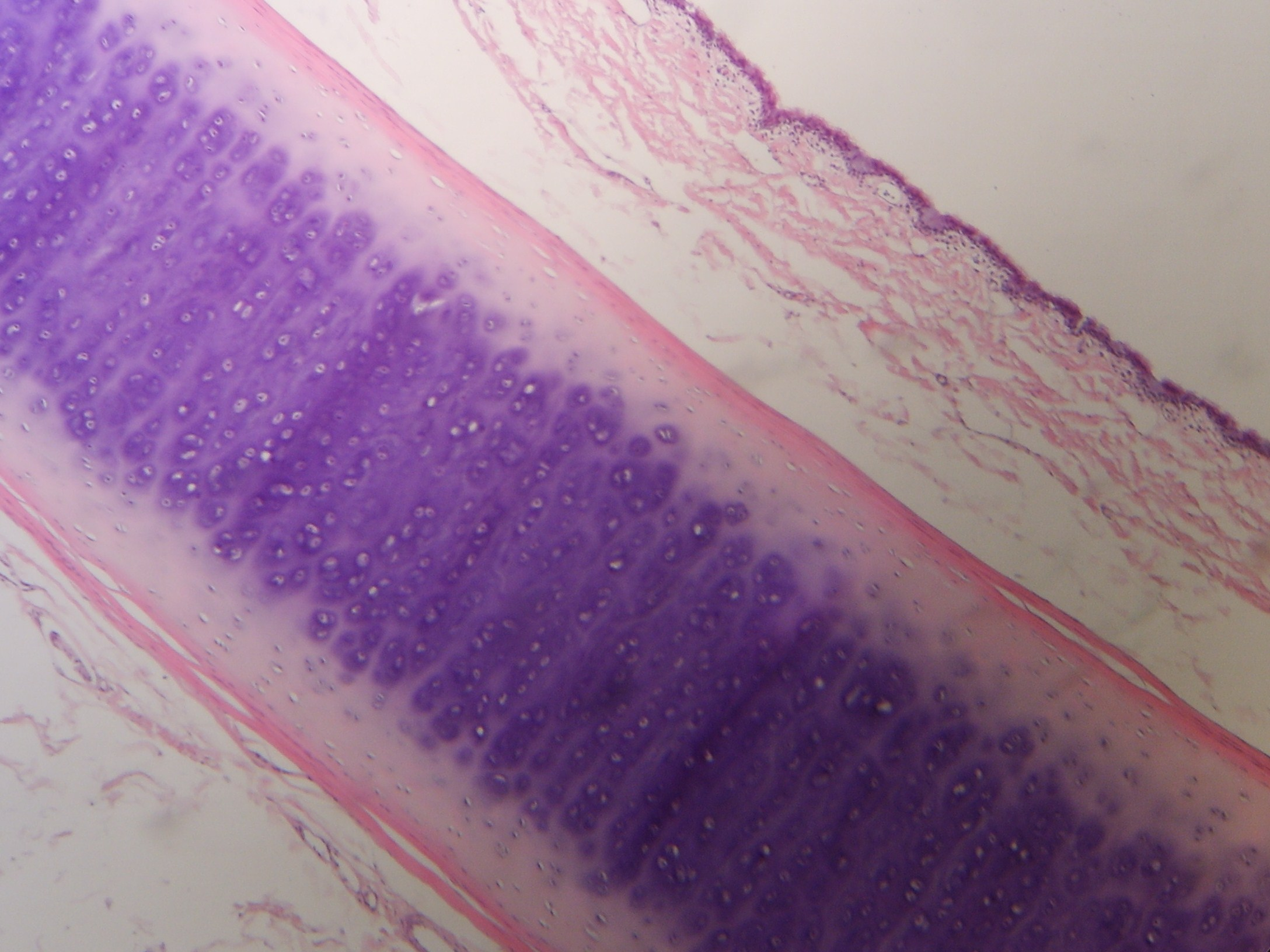
Histologický řez stěnou pštrosí průdušnice; patrné jsou sytě růžové vazivové vrstvy na okrajích, čili perichondrium. Barvení H&E

Perichondrium (česky ochrustavice) je vrstva tuhého kolagenního vaziva, která obaluje a vyživuje chrupavky. Je bohaté na kolagen I a také na fibroblastové buňky. Je bohatě prokrven a umožňuje zásobování chrupavky živinami a kyslíkem, jelikož samotná chrupavka cévy neobsahuje (či jen velmi málo – až na výjimky totiž cévy chrupavkou nanejvýš prochází). Perichondrium vytváří prostředníka mezi chrupavkou a tkáněmi, které se na ni napojují. S chrupavkou je spojeno kontinuálním přechodem v oblasti, která obsahuje chondroblasty, jež ale ještě připomínají fibroblasty. Díky tomuto plynulému přechodu je perichondrium obtížné odloupnout od chrupavky. Z perichondria se rekrutují nové chondroblasty, díky čemuž chrupavka může růst. Dále jsou v perichondriu nervy a lymfatické cévy.
Perichondrium zcela chybí na kloubních plochách, kde je místo toho chrupavka vyživována pomocí synoviální tekutiny.